# Алехандро Агресті
Алеха́ндро Агре́сті (ісп. Alejandro Agresti, нар. 2 червня 1961, Буенос-Айрес) — аргентинський кінорежисер, сценарист і продюсер. Відомий кінорежисер у своїй країні, він також зняв «Будинок біля озера» з голлівудськими акторами Сандрою Баллок і Кіану Рівзом у 2006 році.

## Кар'єра
Агресті народився 1961 року і дебютував як режисер ще підлітком у короткометражному фільмі «Зоолог і цементник» 1978 року, який він знімав у вихідні, працюючи режисером на телебаченні в Буенос-Айресі. Прагнучи розширити свої горизонти, він емігрував до Нідерландів, де представив фільм «Чоловік, який знайшов сонце» на Міжнародному кінофестивалі в Роттердамі у 1986 році.
Оселившись у Нідерландах, він продовжив свою стрімку кар'єру в таких проектах як «Любов — це товста жінка», який отримав Спеціальний приз журі на Нідерландському кінофестивалі 1988 року та нагороду «Найкращий новий режисер» на Міжнародному кінофестивалі в Сан-Себастьяні, а також «Таємне весілля», яке здобуло «Золоте теля» за найкращий фільм на Нідерландському кінофестивалі, серед інших міжнародних нагород.
Агресті став відомий поза межами Аргентини завдяки своєму повнометражному фільму «Валентин» — історії хлопчика, який мріє стати астронавтом і водночас намагається покращити заплутаний світ довкола себе. Цей міжнародно визнаний фільм приніс Агресті «Срібного кондора» (ісп. Cóndor de Plata) від Аргентинської асоціації кінокритиків за найкращу режисуру та найкращий оригінальний сценарій, приз за найкращий фільм та спеціальний приз журі на кінофестивалі в Мар-дель-Платі, «Золоте теля» за найкращу режисуру на Нідерландському кінофестивалі та приз глядацьких симпатій на Міжнародному кінофестивалі в Ньюпорті.
Серед інших фільмів Агресті — «Вітер, що несе з собою», «Світ менш поганий», «Дія, про яку йдеться» та «Буенос-Айрес навпаки». «Вітер, що несе з собою» розповідає історію буенос-айресського таксиста, який вирушає в віддалене село, де єдиним контактом із зовнішнім світом є кіно. Фільм здобув «Золоту мушлю» на кінофестивалі в Сан-Себастьяні, «Срібного Г'юго» на Чиказькому міжнародному кінофестивалі, дві нагороди на кінофестивалі в Гавані та «Золотий тюльпан» на Стамбульському міжнародному кінофестивалі.
Агресті також отримав кілька нагород за свій погляд на урбаністичну композицію рідного Буенос-Айреса у фільмі «Буенос-Айрес навпаки», зокрема за найкращий сценарій і найкращий монтаж від Аргентинської асоціації кінокритиків, спеціальний приз журі Гаванського кінофестивалю та три нагороди Аргентинського міжнародного кінофестивалю в Мар-дель-Платі.
Прем'єра фільму «Менш поганий світ» відбулася на Венеційському кінофестивалі 2004 року і була відзначена призом «Нагорода міста Рима» за найкращий фільм.
Серед інших популярних фільмів Агресті — «Хрест» («La cruz»), історія про кінокритика, чия втрата роботи призводить до сімейної кризи; популярна комедія «Ніч із Сабріною Лав», історія про підлітка, який несподівано виграє вечір із відомою порнозіркою в телевізійному конкурсі; «Міське життя» («City Life»), «Люба» («Luba»), «Історії Фіґаро» («Figaro Stories»), «Усі хочуть допомогти Ернесту» («Everybody Wants to Help Ernest»), «Одинокі перегони» («Lonely Race»), «Сучасні злочини» («Modern Crime») і «Спірне діло», що завоювали більш як двадцять міжнародних кінонагород.
У 2006 році на екрани вийшов його фільм «Будинок біля озера», який мав успіх у прокаті, забезпечивши Агресті всесвітнє визнання.
Після перерви у сім років він зняв свій повнометражну комедію «Ми не тварини» (2013), створену спільно Аргентиною та США. У фільмі знявся Джон Кьюсак, який написав сценарій разом з Агресті. Пол Хіпп знявся в головній ролі, а Аль Пачіно знявся в епізодичній ролі. «Ми не тварини» було показано лише на кількох спеціальних допрем'єрних показах в Аргентині та США. За словами Агресті, суперечка між продюсером фільму та Джоном К'юсаком (а також адвокатом К'юсака) залишила фільм у підвішеному стані, і досі неясно, коли вийде кінотеатральна версія. 2017 року фільм вийшов на Netflix.
У 2016 році він випустив «Популярну механіку» (ісп. Mecánica popular), аргентинську комедійну драму, яку він написав і зняв, з Алехандро Авадою у головній ролі.

## Фільмографія

### Режисер
- 2016 — Популярна механіка / Mecánica popular
- 2013 — Ми не тварини[es] / No somos animales (оригінальна назва: Dictablanda)
- 2006 — Будинок біля озера / The Lake House
- 2004 — Світ менш поганий[en] / Un mundo menos peor
- 2002 — Валентин[en] / Valentín
- 2000 — Ніч із Сабріною Лав[en] / Una noche con Sabrina Love
- 1998 — Вітер, що несе з собою[es] / El viento se llevó lo qué
- 1997 — Хрест[en] / La cruz
- 1997 — День назавжди / Un día para siempre
- 1996 — Буенос-Айрес навпаки[en] / Buenos Aires Vice Versa
- 1994 — Дія під питанням[en] / El Acto en cuestión
- 1994 — Hexagon (сегмент Tegenbeweging, музика написана Тео Вербеєм)
- 1992 — Сучасні злочини / Modern Crimes
- 1992 — Самотня гонка / A Lonely Race
- 1991 — Кожен хоче допомогти Ернесту / Everybody Wants to Help Ernest
- 1991 — Історії Фігаро / Figaro Stories
- 1990 — Люба / Luba
- 1990 — Міське життя / City Life
- 1989 — Таємне весілля[en] / Boda secreta
- 1987 — Любов — це товста жінка[en] / El Amor es una mujer gorda
- 1986 — Чоловік, який був правий[es] / El hombre que ganó la razón
- 1984 — Нейтронний вибух у Бурсако / La neutrónica explotó en Burzaco
- 1981 — Види Реколети / Los espectros de la recoleta
- 1981 — Ти знаєш моє ім'я / Tú sabes mi nombre
- 1980 — Павук / La araña
- 1979 — Одна / Sola
- 1978 — Зоопарк і кладовище / El zoológico y el cementerio